# Большие Курашки
Больши́е Кура́шки — деревня в Большемурашкинском районе Нижегородской области. Входит в состав Холязинского сельсовета.

## География
Деревня Большие Курашки расположена в 73 км к юго-востоку от Нижнего Новгорода на северном склоне безымянного лесного ручья. В конце XIX века на картах Шахмановской волости Княгининского уезда Нижегородской губернии тот отмечен впадающим в Сундовик напротив села Лубянцы и обозначен следующим образом: о. Курашскій. Ближайшие населённые пункты — Красненькая в 1,5 км западнее, Шахманово в 4 км на восток, Чернуха в 1 км и Кишкино́ в 3 км на юг. Районный центр Большое Мурашкино находится в 16 километрах южнее.

## Инфраструктура
В деревне 28 домов, на некоторых современных картах помечена нежилой, в 1989 году числилось 10 человек.